# 카를 베르네트
카를 페테르 베르네트(덴마크어: Carl Peter Værnet, 1893년 4월 28일 덴마크 오르후스 로이엥케르(Løjenkær) ~ 1965년 11월 25일 아르헨티나 부에노스아이레스)는 덴마크의 의사이며, 부헨발트 강제 수용소의 의사로 역임했다. 그는 남성 호르몬을 합성 고환에 주사하여 동성애, 양성애를 치료할 수 있는 방법을 광범위하게 실험했다.

## 생애
농민로 일하던 아버지 페데르 옌센(Peder Jensen)과 어머니 카롤리네 마리에 키르스틴 옌센 (Karoline Marie Kirstine Jensen) 사이에서 태어났다. 코펜하겐 대학교에서 의학을 전공했으며 독일, 네덜란드, 프랑스에서 내분비계통에 관한 연구를 진행했다. 1930년대 말에 국가사회주의 덴마크 노동자당에 가입하면서 독일의 덴마크 점령에 협력했다.
평소 호르몬 연구에 관심을 가졌기 때문에는 테너 헬게 로스벵(Helge Rosvænge)으로 추천 친위대의 의사 에른스트로베르트 그라비츠 에 의해 나치 친위대의 의학 전문 요원으로 발탁되었다. 이 과정에서 동성애, 양성애를 박멸하기 위한 생체 실험을 벌였다.
제2차 세계 대전 종전과 함께 코펜하겐에서 나치 친위대 활동과 관련된 혐의로 체포되지만 심장 질환으로 위장하여 코펜하겐을 탈출했다. 1946년에는 듀퐁에서 호르몬 연구를 진행했고 나중에 남아메리카에 위치한 브라질, 아르헨티나로 이주했다.

## 같이 보기
- 의사 재판
- 요제프 멩겔레